# Heliconia secunda
Heliconia secunda är en enhjärtbladig växtart som beskrevs av R.R.Sm. Heliconia secunda ingår i släktet Heliconia och familjen Heliconiaceae.

## Underarter
Arten delas in i följande underarter:
- H. s. secunda
- H. s. viridiflora